# Valfrid Klingvall
Nils Valfrid Klingvall född 3 november 1869 i Katarina församling Stockholm, död 30 juni 1944 i Vaxholm, var en svensk psykiater.
Klingvall var son till läkaren vid Danviks dårhus Nils Otto Leonard Klingvall (1825–1901). Han blev student vid Nya elementarskolan i Stockholm 1890, medicine kandidat 1901 och medicine licentiat 1910 vid Karolinska institutet. Han var underläkare vid Långbro sjukhus 1910–11, t.f. biträdande läkare och t.f. underläkare vid Uppsala hospital 1911, biträdande läkare vid Västerviks hospital 1911–19, hospitalsläkare där från 1919, med den förändrade beteckningen förste läkare vid Sankta Gertruds sjukhus från 1931.